# Taraji P. Henson

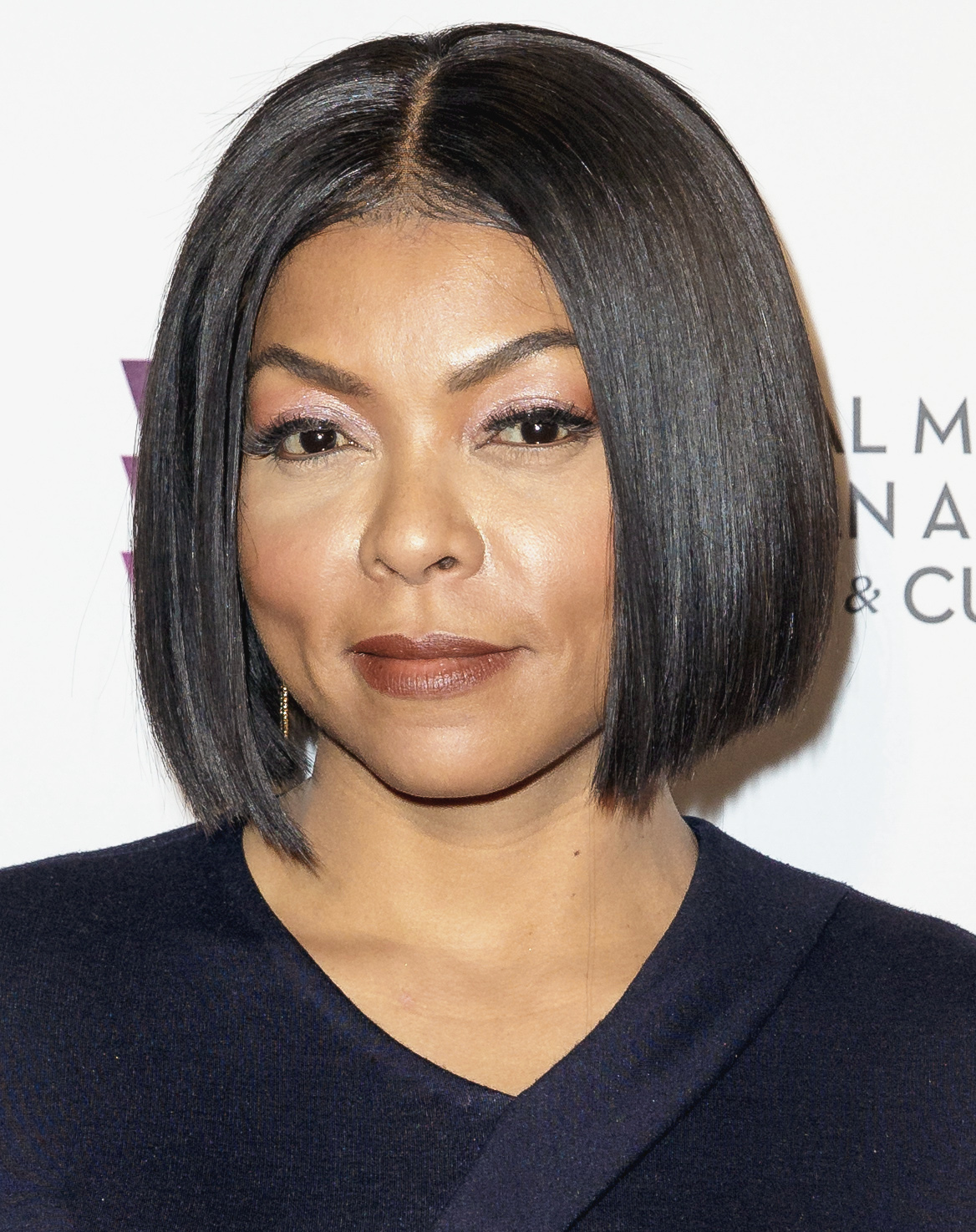
Taraji P. Henson (2016)

Taraji Penda Henson (* 11. September 1970 in Washington, D.C.) ist eine US-amerikanische Schauspielerin.

## Karriere
Henson wuchs in ihrer Geburtsstadt Washington, D.C. auf. Sie begann ein Studium der Elektrotechnik an der North Carolina Agricultural and Technical State University, dann wechselte sie an die Howard University. In dieser Zeit arbeitete sie als Sekretärin im Verteidigungsministerium der Vereinigten Staaten, als Sängerin und als Tänzerin, um ihr Studium finanzieren zu können.
Die Schauspielerin debütierte 1997 in einer Folge der Fernsehserie Smart Guy. In dem für das Fernsehen produzierten Horrorfilm Hexen für die Schule des Satans (2000) spielte sie an der Seite von Shannen Doherty eine der größeren Rollen. Die Rolle im Filmdrama John Singletons Baby Boy (2001) brachte ihr 2001 einen Sonderpreis des Internationalen Filmfestivals von Locarno als Ensemblemitglied und 2002 eine Nominierung für den Black Reel Award. Im Jahr 2006 wurde sie dreimal für den gleichen Preis nominiert: Als Nebendarstellerin und Ensemblemitglied im Filmdrama Hustle & Flow (2005) sowie als Ensemblemitglied im Actionthriller Vier Brüder (2005). Ihre Rolle im Filmdrama Hustle & Flow brachte ihr außerdem 2005 den Black Movie Award und eine Nominierung für den Washington DC Area Film Critics Association Award sowie 2006 zwei Nominierungen für den MTV Movie Award, eine Nominierung als Ensemblemitglied für den Screen Actors Guild Award und eine Nominierung für den Image Award ein. Im Jahr 2006 erhielt sie darüber hinaus den BET Award.
In der Filmbiografie Talk to Me (2007) spielte sie die Rolle der Freundin des von Don Cheadle verkörperten Radiomoderators Ralph Waldo Greene. Sie erhielt im Jahr 2007 als Ensemblemitglied den Gotham Award und wurde für den Satellite Award nominiert. Im Jahr 2008 wurde sie für den Image Award nominiert. Im gleichen Jahr wurde sie als Ensemblemitglied der Fernsehserie Boston Legal für den Screen Actors Guild Award 2008 nominiert.
Henson sang für den Film Hustle & Flow den später mit einem Oscar prämierten Song It’s Hard Out Here for a Pimp. Diesen Song sang sie auch während der Oscarverleihung am 5. März 2006.
2008 übernahm Henson die Rolle der Queenie im Filmdrama Der seltsame Fall des Benjamin Button und wurde dafür für den Oscar 2009 als beste Nebendarstellerin nominiert. Für die gleiche Rolle wurde sie außerdem von der Austin Film Critics Association als beste Nebendarstellerin ausgezeichnet und für den Preis bei den Critics’ Choice Movie Awards nominiert.
2010 spielte sie im Film Karate Kid als Mutter des von Jaden Smith gespielten Dre mit. Auch trat sie in dem Performance-Art-Film zu Jay-Zs Lied Picasso Baby auf.
Die Leser der Zeitschrift Black Men Magazine wählten Henson als eine der 10 Sexiest Women of 2001. Sie hat einen Sohn, dessen Vater im Jahr 2003 starb, und lebt in Glendale, Kalifornien.
Ab 2015 spielte Henson die Hauptfigur Cookie Lyon in der Drama-Serie Empire. 2016 gewann sie hierfür als beste Hauptdarstellerin in einer Serie den Golden Globe.

## Filmografie (Auswahl)
- 1997–1998: Smart Guy (Fernsehserie, 3 Folgen)
- 1998: Emergency Room – Die Notaufnahme (ER, Fernsehserie, Episode 4x20)
- 1998: Streetwise
- 2000: Hexen für die Schule des Satans (Satan’s School for Girls, Fernsehfilm)
- 2000: Die Abenteuer von Rocky & Bullwinkle (The Adventures of Rocky & Bullwinkle)
- 2001: John Singletons Baby Boy (Baby Boy)
- 2001: Mord ist ihr Hobby – Der letzte freie Mann (Murder, She Wrote: The Last Free Man, Fernsehfilm)
- 2003–2004: Lady Cops – Knallhart weiblich (The Division, Fernsehserie, 14 Folgen)
- 2004: Hair Show
- 2005: Animal – Gewalt hat einen Namen (Animal)
- 2005: Hustle & Flow
- 2005: Vier Brüder (Four Brothers)
- 2005: Dr. House (House, Fernsehserie, Folge 2x06)
- 2006: Neue Liebe, neues Glück (Something New)
- 2006: CSI: Vegas (CSI: Crime Scene Investigation, Fernsehserie Folge 6x17)
- 2007: Smokin’ Aces
- 2007: Talk to Me
- 2007–2008: Boston Legal (Fernsehserie, 17 Folgen)
- 2008: Eli Stone (Fernsehserie, 3 Folgen)
- 2008: The Family That Preys
- 2008: Der seltsame Fall des Benjamin Button (The Curious Case of Benjamin Button)
- 2009: Not Easily Broken
- 2010: Date Night – Gangster für eine Nacht (Date Night)
- 2010: Karate Kid (The Karate Kid)
- 2011: Larry Crowne
- 2011: Once Fallen – Einer wird verlieren! (Once Fallen)
- 2011–2013, 2015: Person of Interest (Fernsehserie, 55 Folgen)
- 2012: Denk wie ein Mann (Think Like a Man)
- 2014: Denk wie ein Mann 2 (Think Like a Man Too)
- 2014: Top Five
- 2014: Keine gute Tat (No Good Deed)
- 2014: Season Of Love (Fernsehfilm)
- 2015–2020: Empire (Fernsehserie)
- 2015: Taraji and Terrence’s White Hot Holidays (Fernsehprogramm)
- 2015: Saturday Night Live (Fernsehserie, Gast-Moderatorin)
- 2015: Live! with Kelly and Michael (Fernsehprogramm, 13 Folgen)
- 2016: Taraji’s White Hot Holidays (Fernsehprogramm, als sie selbst)
- 2016: Term Life – Mörderischer Wettlauf (Term Life)
- 2016: Hidden Figures – Unerkannte Heldinnen (Hidden Figures)
- 2016: Ice Age – Jäger der verlorenen Eier (Ice Age: The Great Egg-Scapade, Stimme)
- 2017: Die Simpsons (Fernsehserie, 1 Folge, Stimme)
- 2018: Proud Mary
- 2018: Acrimony
- 2019: Was Männer wollen (What Men Want)
- 2019: The Best of Enemies
- 2020: Coffee & Kareem
- 2022: Minions – Auf der Suche nach dem Mini-Boss
- 2023: Going to Mars: The Nikki Giovanni Project (Dokumentarfilm, Stimme)
- 2023: Die Farbe Lila (The Color Purple)
- 2023: Abbott Elementary (Fernsehserie, 1 Folge)
- 2025: Straw

## Auszeichnungen und Nominierungen
Oscar 
- 2009: Nominierung als Beste Nebendarstellerin für Der seltsame Fall des Benjamin Button

 Primetime Emmy Award 
- 2011: Nominierung als „Beste Hauptdarstellerin in einer Miniserie oder einem Fernsehfilm“ für Taken from Me: The Tiffany Rubin Story
- 2015: Nominierung als „Beste Hauptdarstellerin in einer Dramaserie“ für Empire
- 2016: Nominierung als „Beste Hauptdarstellerin in einer Dramaserie“ für Empire

 Golden Globe Award 
- 2016: Auszeichnung als Beste Serien-Hauptdarstellerin – Drama für Empire

 Screen Actors Guild Award 
- 2009: Nominierung als Beste Nebendarstellerin für Der seltsame Fall des Benjamin Button
- 2009: Nominierung für das Beste Schauspielensemble für Der seltsame Fall des Benjamin Button
- 2017: Auszeichnung für das Beste Schauspielensemble für Hidden Figures – Unerkannte Heldinnen

 Critics’ Choice Movie Award 
- 2009: Nominierung als Beste Nebendarstellerin für Der seltsame Fall des Benjamin Button

 Critics’ Choice Television Award 
- 2015: Auszeichnung als Beste Hauptdarstellerin in einer Dramaserie für Empire
- 2016: Nominierung als Beste Hauptdarstellerin in einer Dramaserie für Empire

 Saturn Award 
- 2017: Nominierung als Beste Hauptdarstellerin für Hidden Figures – Unerkannte Heldinnen

 MTV Movie & TV Awards 
- 2017: Nominierung als Best Performance in a Movie für Hidden Figures – Unerkannte Heldinnen
- 2017: Auszeichnung als Best Hero für Hidden Figures – Unerkannte Heldinnen
- 2017: Nominierung für den Best Kiss für Hidden Figures – Unerkannte Heldinnen

 Teen Choice Award 
- 2016: Nominierung als Choice TV Actress Drama für Empire
- 2016: Nominierung für Choice TV: Chemistry (geteilt mit Trai Byers, Bryshere Y. Gray, Terrence Howard & Jussie Smollett) für Empire
- 2017: Nominierung als Choice Movie Actress Drama für Hidden Figures – Unerkannte Heldinnen